# Mouvement patriotique (Croatie)
Pour les articles homonymes, voir Mouvement patriotique.
Le Mouvement patriotique (en croate: Domovinski pokret, DP), anciennement connu sous le nom Mouvement patriotique de Miroslav Škoro (en croate: Domovinski pokret Miroslava Škore, DPMŠ), est un parti politique nationaliste croate créé en 2020 par le chanteur Miroslav Škoro. La coalition menée par le parti remporte 10,89 % des voix et 16 sièges aux élections législatives croates de 2020.

## Histoire

### Fondation
Le parti est créé par le chanteur et candidat à l'élection présidentielle de 2019-2020 Miroslav Škoro.
Le 20 juillet 2021, Miroslav Škoro a démissionné de son poste de président du parti en raison d'un différend sur les finances du parti. Cela a été bientôt suivi d'une procédure disciplinaire contre Škoro et sa sœur Vesna Vučemilović, raison pour laquelle ils ont décidé de quitter le parti,.

### Percée aux élections législatives de 2020
La coalition menée par le parti atteint la troisième place à l'issue du scrutin avec 10,89 % des voix et 16 sièges, faisant du DPMS le parti progressant le plus lors de l'élection.

## Résultats électoraux
| Année | Coalition          | Voix    | %     | Rang | Sièges   | +/- | Gouvernement      |
| ----- | ------------------ | ------- | ----- | ---- | -------- | --- | ----------------- |
| 2020  | DPMŠ-HKS-Hrast-BZH | 181 493 | 10,89 | 3e   | 11 / 151 | 11  | Opposition        |
| 2024  | DP-PiP-BZH         | 202 714 | 9,56  | 3e   | 13 / 151 | 2   | XVIe gouvernement |